# Sanbornton
Sanbornton is een dorp in Belknap County, New Hampshire, Verenigde Staten. Het aantal inwoners is 2.581 volgens een volkstelling in 2000. Sanbornton beslaat ook de dorpjes Noord Sanbornton en Gaza.

## Geschiedenis
Sanbornton ligt tussen de Pemigewasset en Winnipesaukee rivieren. Eerst heette het "Crotchtown." In 1748 gaf de koloniale bestuurder Benning Wentworth Sanbornton aan zijn vriend John Sanborn en 59 andere mensen van Hampton, Exeter en Stratham. Twaalf van hen hadden als achternaam Sanbornton dus werd de gemeente "Sanbornton" genoemd. Vijandigheden tijdens de Franse en Indiaanse Oorlog vertraagde een permanente vestiging tot 1764.